# 永田農法
永田農法（ながたのうほう）は、農法の一形態。必要最小限の水と肥料で作物を育てることが特色であり、｢断食農法｣、｢スパルタ農法｣、「緑健農法」、「ルーツ農法」など様々な呼び名がある。
「永田農法」という名称は、発案者である永田照喜治に由来する。

## 歴史
永田は神戸大学経済学部卒業後、故郷の天草に戻り、家業の農業に従事した。ミカン栽培を通じて、平地の肥えた土地でつくったミカンよりも、痩せた岩山のような土地で育ったものの方が甘くておいしいことに気づいた。そこで自身で実験をはじめ、大学や企業とも提携して鹿児島県で大規模な実験を繰り返し、この農法を開発した。
永田は｢砂栽培｣（砂に液肥を与える栽培法）に触発されて野菜の原産地に近い環境を再現しようと試み、雑誌に掲載された原産地の野菜の写真を見て自らの考えの正しさを確信した。
その後、漫画『美味しんぼ』での紹介によって知名度を高めたが、永田農法を開発したルーツファームは2013年に、永田農法での生産を試みたエフアール・フーズは2004年に、いずれも倒産した（後述）。しかし、エフアール・フーズの撤退後に同社に勤務していた大森正樹が10年近く全国の契約農家を訪ね歩き仕入れルートを確保、2012年に「（株）りょくけん東京」が野菜販売の事業を引き継ぎ、2014年に大森がりょくけん東京の代表に就任、2024年現在も「りょくけん松屋銀座店」として販売事業を継続している。現在では、日本国内のほかに台湾、中国、フランスなどで導入されている。

## 方法
永田農法の基本的な考え方は、水や肥料を与え過ぎず、その野菜や果物の原生地に近い環境で育てることによって、その作物本来のおいしさを引き出すというものである。
永田農法による野菜、果物の宅配サービスを実施する健菜倶楽部のHPの記載によれば、日本にある野菜のほとんどは、海外から渡ってきたもので、それらは日本の環境に無理やり合わせ品種改良を重ねる中で、野菜本来のおいしさや栄養価を少しずつ失っていたとされる。そこで、ジャガイモやトマトなら山岳地帯、キャベツなら岩壁など、敢えて本来の原生地に近い極限状態で栽培すると、地中の僅かな水分を吸収する為に栄養の吸収効率が通常の数十倍にもなる効率的な根っこが形成され、結果的に出来た野菜はビタミンやミネラルが倍増して驚くほどおいしくなるとされている。また、野菜特有のアクが少なく、硝酸態窒素などの有害成分も激減するとされている。
ここで用いる液肥は化学肥料である点が、有機農法とは一線を画している点である（永田は、堆肥の乱用には批判的である。もっとも、永田農法で用いる液肥と同程度の成分になるように有機肥料のみを用いれば、さらに同農法は改良されうるであろうという意見もある）。
トマトや玉ネギ等の野菜栽培で有名な永田農法であるが、応用例として、すでに米作への導入が行われている。新潟県中頸城郡吉川町（現上越市吉川区）では、80年代から食米のコシヒカリ、酒米の「五百万石」「山田錦」の永田農法での栽培をスタートさせ、コシヒカリでは魚沼と並ぶ食味を実現させ、酒米では糖度が高く、雑味の原因となるタンパク質の量が低く、心白の大きさや硬度が醸造に最適な品質なものを生産・供給している。酒米は新潟県内の複数の有名蔵元に出荷されている他、地元の蔵元「よしかわ杜氏の郷」は「地元産永田農法酒米100％の日本酒」を生産している。

## コスト問題
ユニクロを展開するファーストリテイリングは、2002年に永田の生産指導のもとで農業に参入したが、黒字化の見通しが立たず、販売開始からわずか1年半で撤退を表明している。原因は野菜の販売価格が高かったことと、売れ残りが多かったことだと指摘されている。
永田農法を開発したルーツファームも、2013年に特別清算開始が決定した。業績が伸長性に欠けた上、設備投資資金が負担となり、資金繰りが困難になったことが理由である。

## テレビ番組
- 日経スペシャル ガイアの夜明け 美味しい野菜は俺たちが作る（2002年8月4日、テレビ東京）[8]。